# Ley de la economía estatal
Ley de la economía estatal es el nombre con el que se conoce una de las leyes fundamentales de Israel. Define los impuestos, préstamos obligatorios, los honorarios y los presupuestos generales del Estado de Israel